# Palthis angustipennis
Palthis angustipennis là một loài bướm đêm trong họ Noctuidae.